# 笹間良彦
笹間 良彦（ささま よしひこ、本名: 笹間 恒雄(ささま　つねお)、1916年10月6日 - 2005年11月5日）は、日本の歴史家、武具研究家。文学博士。
専門の武具関係を中心に、歴史・民俗に関する著書多数。

## 経歴
1916年、東京府東京市下谷区（現在の台東区）にて生まれる。1935年、埼玉県立浦和中学校卒業。
30歳前後から、武具、風俗史、民俗学研究の為、長期間日本全国を行脚し資料を収集する。以来半世紀以上にわたって歴史学研究を続ける事となる。甲冑研究の第一人者で、日本甲冑武具歴史研究会会長に就任し、武具の歴史研究で成果を上げた。その後も江戸時代の制度や司法に関する著作を著し、『江戸幕府役職集成』では海音寺潮五郎から推薦の辞を寄せられる。1975年にINTERNATIONAL UNIVERSITY USA より学術功績賞を受賞、同学術会員。晩年に渡るまで旺盛な執筆活動を続け、歴史や民俗学に関する著書は60冊を超え、論文も多数。絵が得意であり、著書に自筆のイラストを多数掲載し、執筆した項目への読者の理解度がより一層増す構成となっていた。龍や人魚などといった架空の生物や性風俗に関する著書も多数ある。
2005年11月5日、89歳で死去。

## 著書
- 『日本甲冑図鑑』雄山閣、1964年
- 『江戸幕府役職集成』雄山閣、1965年
- 『甲冑と名将』雄山閣、1966年
- 『趣味の甲冑』雄山閣、1967年
- 『戦国武士事典』雄山閣、1969年
- 『日本の軍装』雄山閣、1970年
- 『文化文政武士残酷物語』雄山閣、1971年
- 『名将の鎧兜物語』雄山閣、1971年
- 『日本の名兜』雄山閣、1972年
- 『図解日本甲冑事典』雄山閣、1974年
- 『甲冑師銘鑑』刀剣春秋新聞社、1975年
- 『竜―神秘と伝説の全容』刀剣春秋新聞社、1975年
- 『図録日本の甲冑武具事典』柏書房、1981年
- 『図説日本武道辞典』柏書房、1982年
- 『武装する女達』暁書房、1983年
- 『日本甲冑大鑑』五月書房、1987年
- 『ダキニ信仰とその俗信』第一書房、1988年
- 『日本甲冑大図鑑』柏書房、1988年
- 『歓喜天信仰と俗信』雄山閣、1989年
- 『好色艶語辞典―性語類聚抄』雄山閣、1989年
- 『図説 江戸町奉行所事典』柏書房、1991年
- 『下級武士足軽の生活』雄山閣、1991年
- 『弁才天信仰と俗信』雄山閣、1991年
- 『蛇物語』第一書房、1991年
- 『甲冑鑑定必携』雄山閣、1992年
- 『鬼女伝承とその民俗』雄山閣、1992年
- 『武家戦陣資料事典』第一書房、1992年

- 『資料 日本歴史図録』柏書房、1992年
- 『大黒天信仰と俗信』雄山閣、1993年
- 『図説 日本未確認生物事典』柏書房、1993年
- 『ロマンの怪談 海と山の裸女』雄山閣、1995年
- 『図録 性の日本史』雄山閣、1996年
- 『図説・世界未確認生物事典』柏書房、1996年
- 『「図説」日本拷問刑罰史』柏書房、1996年
- 『武士(サムライ)はつらいよ』PHP研究所、1997年
- 『甲冑のすべて―ビジュアル・ガイド』PHP研究所、1997年
- 『時代考証 日本合戦図典』雄山閣、1997年
- 『性の宗教 真言立川流とは何か』新日本法規出版、1997年
- 『怪異・きつね百物語』雄山閣、1998年
- 『人魚の系譜』五月書房、1999年
- 『図録日本の合戦武具事典』柏書房、1999年
- 『図説 日本戦陣作法事典』柏書房、2000年
- 『性と宗教―タントラ・密教・立川流』柏書房、2000年
- 『新甲冑師銘鑑』里文出版、2000年
- 『鎌倉合戦物語』雄山閣、2001年
- 『大江戸復元図鑑』遊子館、2004年
- 『絵解き・江戸っ子語大辞典』遊子館、2004年
- 『絵で見て納得!時代劇のウソ・ホント』遊子館、2004年
- 『日本こどものあそび大図鑑』遊子館、2005年
- 『鬼ともののけの文化史』遊子館、2005年
- 『図説・龍の歴史大事典』遊子館、2006年
- 『江戸っ子語のイキ・イナセ』遊子館、2006年
- 『妖(あやかし)たちの時代劇』遊子館、2008年